# Винтовка Пибоди-Мартини
Винтовка Пибоди-Мартини — современное обобщающее название семейства американских и британских армейских винтовок. Ударно-спусковой механизм исходной модели был разработан американцем Генри Пибоди (потому американские модели называются винтовками Пибоди). В виде, доработанном швейцарцем Фридрихом Мартини с полигональным стволом, разработанным шотландцем Александром Генри, винтовка была принята на вооружение Британской армии (под названием Мартини-Генри). Следует учитывать, что как таковой винтовки «Пибоди-Мартини» никогда не существовало, американская винтовка Пибоди даже в доработанном виде весьма существенно уступала по своим баллистическим качествам производной от неё британской винтовке Мартини-Генри.
Винтовка продавалась армиям нескольких государств и частным лицам. Различные модификации, в частности, Мартини-Генри производились во многих странах мира и использовались вплоть до Первой мировой войны, и эпизодически даже во второй половине XX века. Кроме военного применения винтовку использовали вместо крупнокалиберного штуцера для охоты на крупную дичь, например, на медведей.

## Конструкция

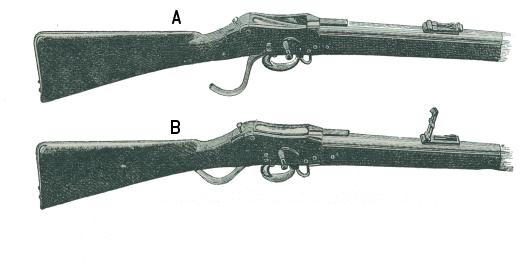

Винтовка однозарядная, её ложе сделано из качественного американского ореха. Цевье имело длину 750 мм, в него через продольный паз помещался стальной шомпол длиной 806 мм. Приклад укреплялся стальным затыльником с ромбовидной насечкой. Он был снабжён антабкой, которая ввинчивалась в дерево приклада, и защёлкой рычага отпирания затвора.
Затвор был качающийся, он приводился в действие нижним рычагом, обеспечивавшим открытие-закрытие затвора, взвод ударника, извлечение а также выброс гильзы из винтовки с помощью эжектора.
Калибр винтовки — 11,43 мм, длина ствола — 840 мм, общая длина — 1250 мм. Масса без штыка — 3800 г, шаг — 560 мм, скорострельность — 10 выстрелов/мин. Система нарезов — 7 нарезов Генри.
Прицел открытый, ступенчато-рамочный, целик для стрельбы на малые расстояния широкой, седлообразной формы. Для более точной, дальней стрельбы, есть передвижной хомутик с маленькой прорезью треугольного сечения, мушка тоже треугольного сечения.

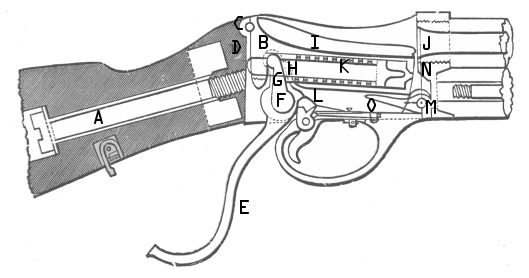

Сам ствол круглой формы, прочно ввинчен в ствольную коробку, крепится к цевью двумя раздвижными на винтах кольцами из стали. Поперечные стальные штифты круглого сечения используются для предотвращения смещения колец. Передняя антабка расположена на переднем кольце, а дополнительная — в передней части спусковой скобы. Обе антабки имеют ширину 45 мм.
Спусковой крючок со специальными насечками для повышения чувствительности пальца, спуск мягкий, без предупреждения, свободного хода не имеет. После того как патрон помещён в ствол, необходимо закрыть затвор, при этом держать нажатым спусковой крючок. Затем для моментального взвода требуется лишь передёрнуть рычаг взвода. Патрон при этом не выбрасывается. После выстрела гильза выбрасывается вправо-вверх-назад при опускании нижнего рычага.
Приклад хорошо прикреплён к ствольной коробке стяжным винтом. Стяжной винт, удерживающий его, закрыт тяжёлым литым затыльником, крепящимся к дереву приклада двумя винтами.

## Патроны

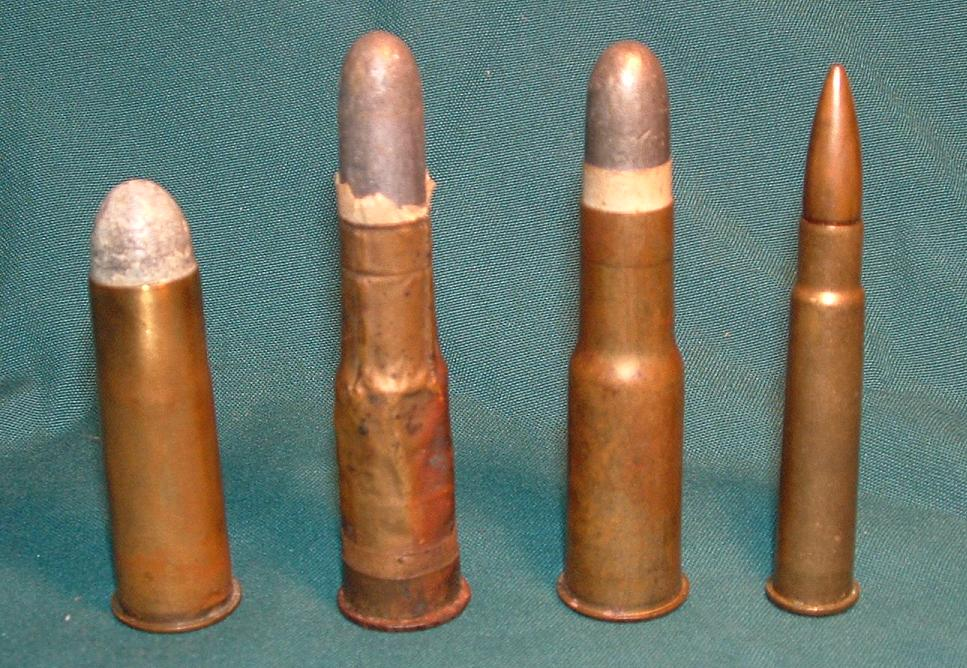
Слева направо:.577 Snider (Снайдер-Энфилд), .577/450 Martini-Henry эпохи проката латунной фольги, .577/450 Martini-Henry с литой латунной гильзой (Пибоди-Мартини) и .303 British Mk VII (Ли-Метфорд/Ли-Энфилд).

Подходят патроны .450 Turkish Peabody, .45 Peabody-Martini и 11.43 х 55R mm Turkish. Они с латунной, цельнотянутой гильзой бутылочной формы. Длина гильзы — 58,42 мм, длина патрона — 79,25 мм, диаметр по закраине — 16,97 мм, диаметр гильзы в основании — 14,78 мм, диаметр плечиков — 14,78 мм, диаметр шейки — 12,04 мм, вес порохового заряда — 5,18 г, диаметр пули — 11,35 мм, её вес — 31,49 г. Сама пуля безоболочечная, свинцовая, с закруглённой головкой, оборачивается в промасленную бумагу для обтюрации, так как её диаметр меньше диаметра ствола. Для снаряжения патрона применяется просальник. Обертка пули промасленной бумагой и применение просальника предназначались для уменьшения трения, а также для предупреждения чрезмерного свинцевания ствола и улучшения обтюрации. Порох был дымным. Патрон .45 Peabody-Martini, производимый в США, был гораздо лучше и обладал хорошей дальностью боя, кучностью и баллистикой.

## Модификации

### Британская империя
В 1868 году Мартини вместо обратного замка устроил в затворе Пибоди внутренний ударный механизм со спиральной пружиной. В Британской империи совместили запорный механизм Пибоди, усовершенствованный ударный механизм швейцарского инженера Мартини и полигональную нарезку ствола Генри. Новая винтовка получила название Мартини-Генри. Всего было изготовлено до миллиона экземпляров четырёх серий Mk I—IV, которые состояли на службе в разных частях Британской империи более 30 лет, вплоть до конца Первой мировой войны. Во второй половине XX века винтовки Мартини-Генри обнаруживались у афганских моджахедов во время Афганской войны.
Выпускались карабины и учебные модели. Переделка винтовки со стволом Метфорда получила название Мартини-Метфорд, а со стволом от винтовки Ли-Энфилд — Мартини-Энфилд.

### Османская империя
Первые партии винтовок Мартини-Генри направлялись исключительно на снабжение британской армии, поэтому заинтересованная в современном вооружении Османская империя заказала винтовки оригинальной модели Пибоди в США. Винтовка применялась против русских войск в русско-турецкой войне (1877—1878).
Перед Первой мировой войной оказалось, что на складах хранится множество винтовок Пибоди, но для них не достает патронов, тогда как патронов Маузера 7.65 мм было в избытке. Турецкое правительство распорядилось заменить стволы на подходящие. Переделанная винтовка, известная как Мартини-Маузер 1908, обладала хорошим боем и скорострельностью. Фатальным недостатком была низкая живучесть переделанной винтовки: патроны бездымного пороха были слишком мощными и ствольная коробка приходила в негодность после нескольких сотен выстрелов.

## Сравнительная характеристика
|              |               |                           | Комитетом вооружения Армии США     | Комитетом вооружения Армии США     | Комитетом вооружения Армии США     | Комитетом вооружения Британской Армии | Комитетом вооружения Британской Армии | Комитетом вооружения Британской Армии | Комитетом вооружения Британской Армии | Комитетом вооружения Британской Армии | Комитетом вооружения Британской Армии | Комитетом вооружения Британской Армии | Комитетом вооружения Британской Армии | Комитетом вооружения Британской Армии | Комитетом вооружения Британской Армии | Комитетом вооружения Британской Армии |
| ------------ | ------------- | ------------------------- | ---------------------------------- | ---------------------------------- | ---------------------------------- | ------------------------------------- | ------------------------------------- | ------------------------------------- | ------------------------------------- | ------------------------------------- | ------------------------------------- | ------------------------------------- | ------------------------------------- | ------------------------------------- | ------------------------------------- | ------------------------------------- |
| Винтовка     | Винтовка      | Винтовка                  | Среднее абсолютное отклонение (мм) | Среднее абсолютное отклонение (мм) | Среднее абсолютное отклонение (мм) | Скорость пули (м/сек)                 | Скорость пули (м/сек)                 | Скорость пули (м/сек)                 | Скорость пули (м/сек)                 | Скорость пули (м/сек)                 | Высота траектории (м)                 | Высота траектории (м)                 | Высота траектории (м)                 | Высота траектории (м)                 | Масса (г)                             | Масса (г)                             |
| Винтовка     | Винтовка      | Винтовка                  | 457 м                              | 731,5 м                            | 960 м                              | 0                                     | 460                                   | 910                                   | 1400                                  | 1800                                  | 460                                   | 910                                   | 1400                                  | 1800                                  | пороха                                | пули                                  |
| однозарядная | Пибоди        | США                       | 424                                | выбыли из испытаний                | выбыли из испытаний                | нет данных                            | нет данных                            | нет данных                            | нет данных                            | нет данных                            | нет данных                            | нет данных                            | нет данных                            | нет данных                            | нет данных                            | нет данных                            |
| однозарядная | Грина         | США                       | 503                                | выбыли из испытаний                | выбыли из испытаний                | нет данных                            | нет данных                            | нет данных                            | нет данных                            | нет данных                            | нет данных                            | нет данных                            | нет данных                            | нет данных                            | нет данных                            | нет данных                            |
| однозарядная | Мартини-Генри |                           | 261                                | 510                                | 856                                | 401                                   | 265                                   | 202                                   | 155                                   | 119                                   | 2,9                                   | 14,6                                  | 44,8                                  | 109                                   | 5,5                                   | 31                                    |
| однозарядная | Бердана       | Российская империя        | 325                                | 678                                | 1859                               | 440                                   | 266                                   | 197                                   | 145                                   | 108                                   | 2,4                                   | 14,3                                  | 46,2                                  | 118,5                                 | 5                                     | 24                                    |
| однозарядная | Бомона        | Голландская империя       | 416                                | выбыли из испытаний                | выбыли из испытаний                | нет данных                            | нет данных                            | нет данных                            | нет данных                            | нет данных                            | нет данных                            | нет данных                            | нет данных                            | нет данных                            | 4,5                                   | 22                                    |
| магазинная   | Веттерли      | Швейцария                 | 574                                | выбыли из испытаний                | выбыли из испытаний                | 440                                   | 255                                   | 181                                   | 129                                   | 93                                    | 2,6                                   | 15,9                                  | 53,7                                  | 143,2                                 | 4                                     | 20                                    |
| однозарядная | Верндля       | Австро-Венгерская империя | «дикое»                            | выбыли из испытаний                | выбыли из испытаний                | 439                                   | 260                                   | 190                                   | 137                                   | 100                                   | 2,5                                   | 15                                    | 49,6                                  | 129,8                                 | 5                                     | 24                                    |

## Страны-эксплуатанты
- Британская империя
- Османская империя
- Российская империя — трофейные винтовки применялись в ходе войны 1877—1878 года (в частности, в боях на Шипке)
- Болгария — первые трофейные турецкие винтовки этой системы оказались у болгарских повстанцев в ходе войны 1877—1878 года, к 1879 году на вооружении созданной болгарской армии имелось 5000 шт. винтовок Пибоди (трофейных и полученных от русской армии)[6]